# Cyriogonus simoni
Cyriogonus simoni là một loài nhện trong họ Thomisidae.
Loài này thuộc chi Cyriogonus. Cyriogonus simoni được miêu tả năm 1891 bởi Lenz.